# Список жінок-пілотів Формули-1
Нижче приведений список пілотес, які брали участь у чемпіонаті Формули-1 починаючи з заснування серії у 1950 році. Загалом 5 жінок брали участь у Гран-прі, проте тільки дві з них проходили кваліфікацію та стартували у гонці. Найбільшу кількість стартів у Гран-прі має Лелла Ломбарді, яка загалом взяла участь у 17 Гран-прі та 12 разів стартувала у гонці. 
| Ім'я                     | Сезон       | Команда                 | Гран-прі (Старти) | Поул-позишн | Подіуми | Перемоги | Чемпіонство | Очки |
| ------------------------ | ----------- | ----------------------- | ----------------- | ----------- | ------- | -------- | ----------- | ---- |
| Марія Тереза де Філіппіс | 1958 - 1959 | Maserati, Behra-Porsche | 5 (3)             | 0           | 0       | 0        | 0           | 0    |
| Лелла Ломбарді           | 1974 - 1976 | March, RAM, Williams    | 17 (12)           | 0           | 0       | 0        | 0           | 0.5  |
| Дівіна Галіка            | 1976, 1978  | Surtees, Hesketh        | 3 (0)             | 0           | 0       | 0        | 0           | -    |
| Дезіре Вілсон            | 1979        | Williams                | 1 (0)             | 0           | 0       | 0        | 0           | -    |
| Джованна Аматі           | 1992        | Brabham                 | 3 (0)             | 0           | 0       | 0        | 0           | -    |

## Цікаві факти
- Перша жінка, яка фінішувала у гонці: Марія-Тереза де Філіппіс (Гран-прі Монако 1958)[1]
- Перша жінка, яка набрала очки у гонці: Лелла Ломбарді (Гран-прі Іспанії 1975)[2]
- Перша гонка у якій брала участь більше, ніж одна жінка: Гран-прі Великої Британії 1976[3]